# Tramwaje w Turku

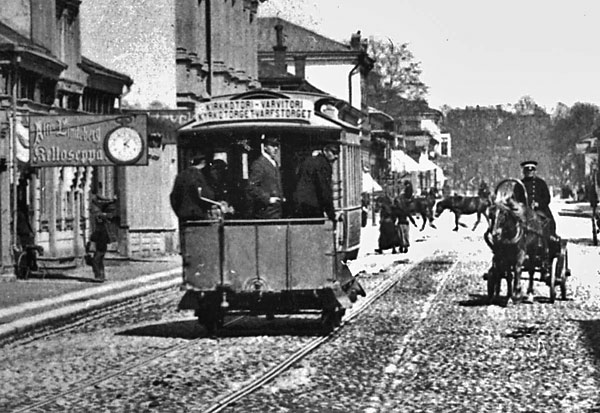
Tramwaj konny na ulicy w Turku w 1890

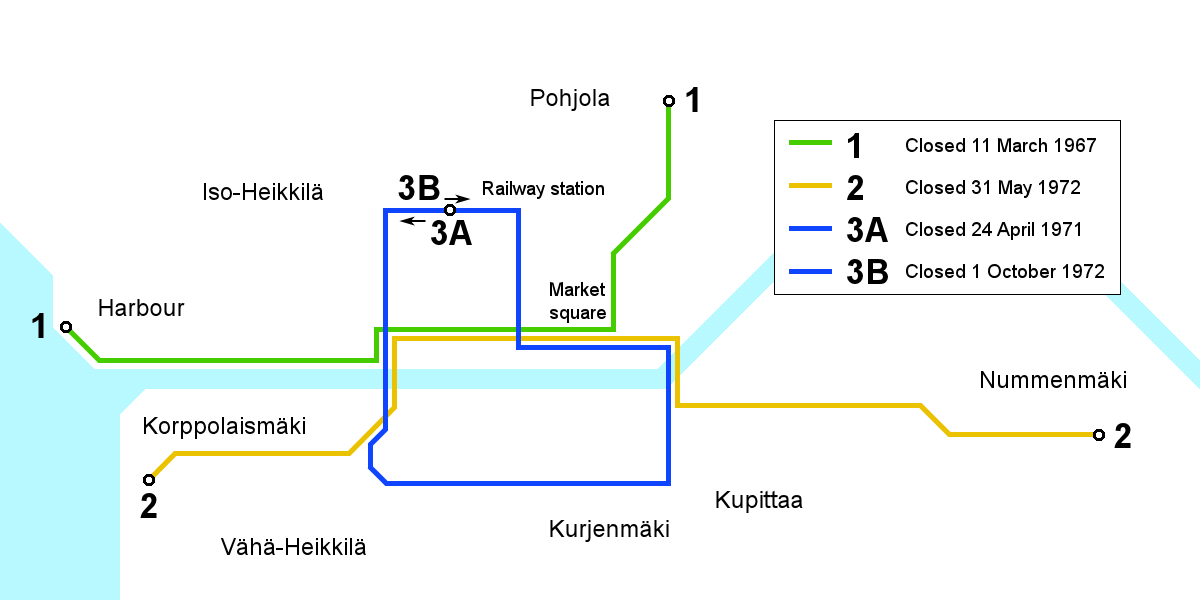
Schemat sieci tramwajowej w Turku w latach 1956−1972

Schemat pierwotnie planowanej sieci tramwajowej

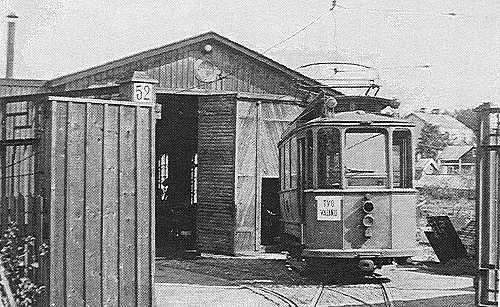
Wagon nr 10 przed zajezdnią

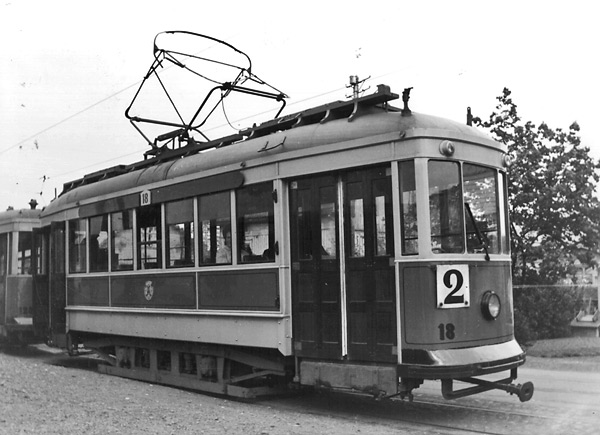
Tramwaj nr 18

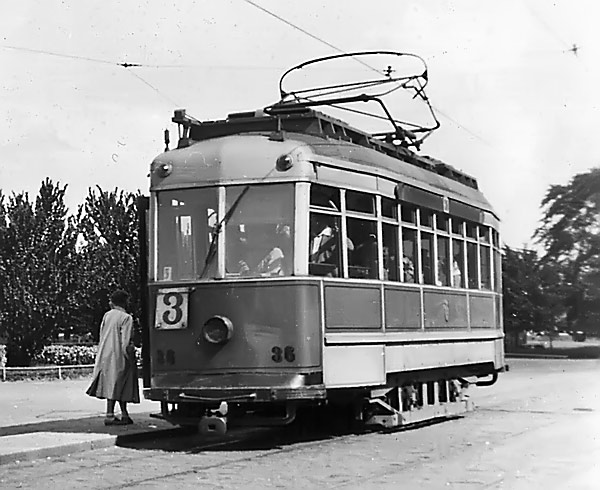
Tramwaj nr 36 wyprodukowany przez SAT i AEG

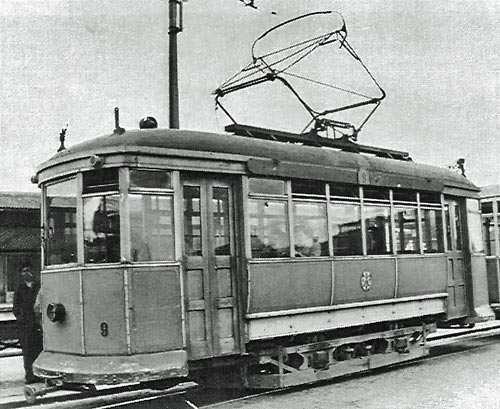
Wagon nr 9

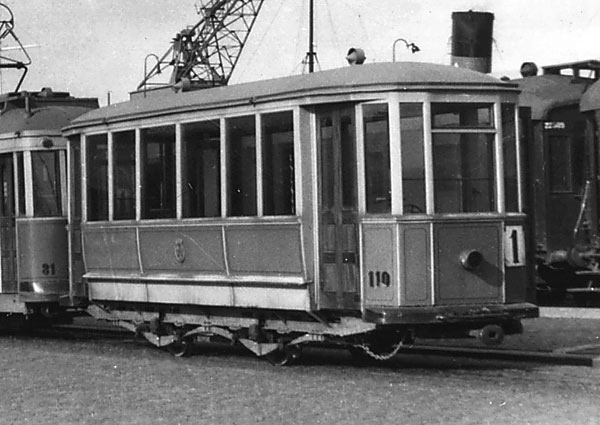
Wagon doczepny nr 110

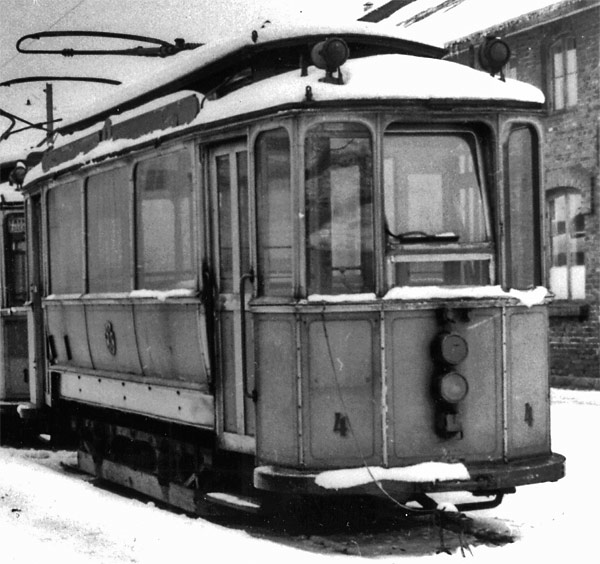
Wagon silnikowy nr 4 wyprodukowany przez ASEA i AEG

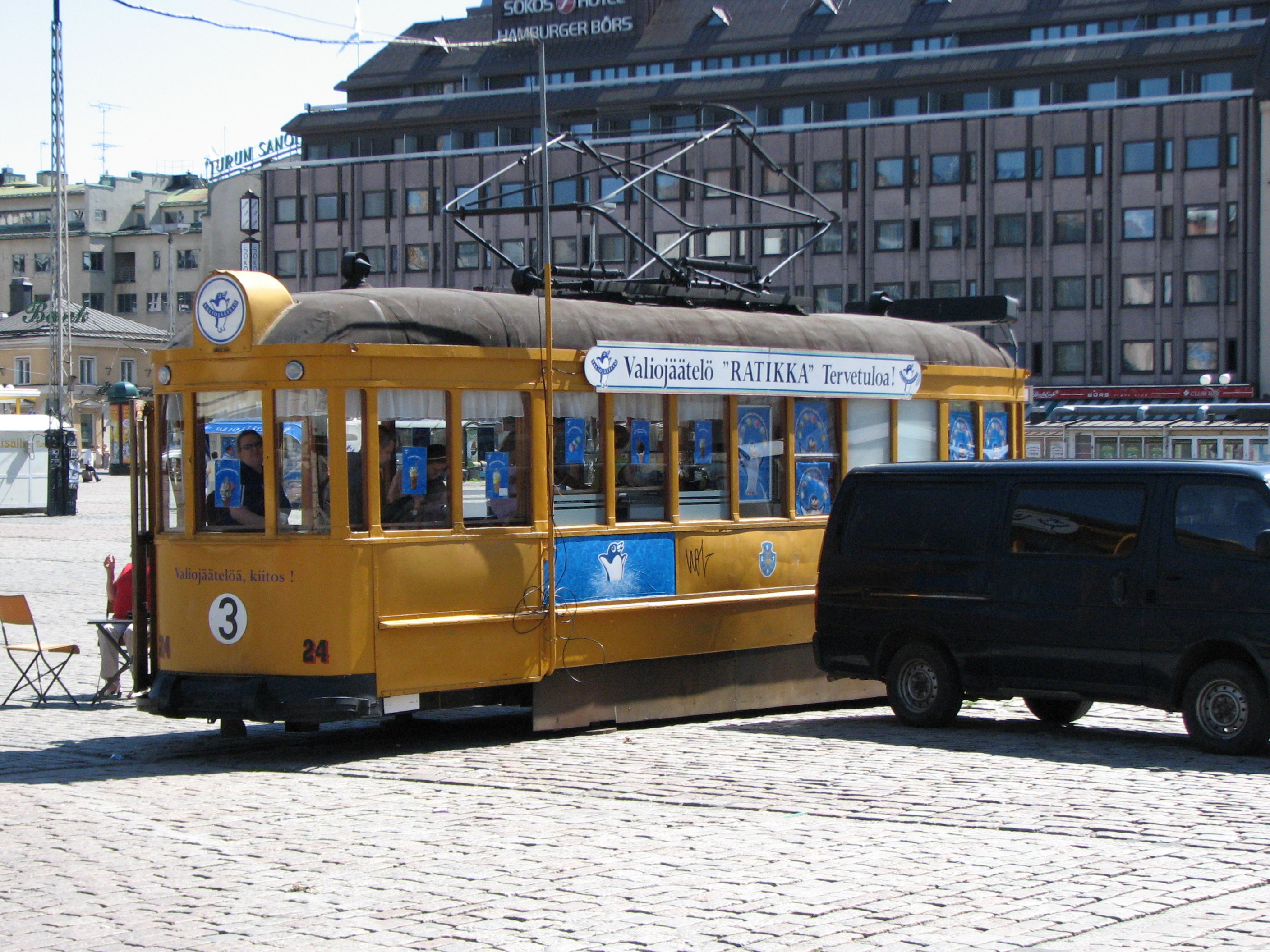
Wagon nr 24 ustawiony jako lodziarnia na Kauppatori

Tramwaje w Turku − zlikwidowany system komunikacji tramwajowej w fińskim mieście Turku, działający w latach 1890−1972.

## Historia

### Historyczna sieć

#### Tramwaje konne
Po raz pierwszy pomysł budowy tramwajów w Turku powstał w 1888. Tramwaje w Turku uruchomiono na trasie Linna − Linnankatu − Yläsilta eli Tuomiokirkkosilta 4 maja 1890, były to tramwaje konne, które kursowały po trasie o rozstawie szyn wynoszącym 1435 mm. 17 grudnia 1890 linię wydłużono z Tuomiokirkkosillalta do Akatemiantalolle. Wówczas linia tramwajowa osiągnęła długość 3,5 km. Operatorem systemu była spółka Spårvägsaktiebolaget i Åbo / Turun Ratatieyhtiö. W 1892 z powodu kłopotów finansowych operatora rozważano możliwość zastąpienia tramwajów konnych tańszymi tramwajami benzynowymi jednak nie zrealizowano tej koncepcji i 31 października 1892 tramwaje zlikwidowano, a spółka zbankrutowała. 

#### Tramwaje elektryczne
Pierwsze plany budowy tramwajów elektrycznych w Turku powstały w 1905. 26 września 1907 została podpisana umowa pomiędzy miastem a spółką AEG na budowę tramwajów oraz budowę elektrowni miejskiej. Tramwaje elektryczne uruchomiono 22 grudnia 1908 na trasach o długości 8 km. Operatorem systemu była spółka Elektricitätswerk Åbo Aktiengesellschaft. Tramwaje elektryczne poruszały się po trasach o rozstawie szyn wynoszącym 1000 mm. Wówczas w mieście były dwie linie tramwajowe. W 1918 operatorem systemu została spółka Turun kaupungin teknilliset laitokset / Raitiotielaitos. Kursowanie tramwajów wstrzymano w maju 1920 z powodu eksplozji kotła w elektrowni. Ponownie ruch wznowiono w sierpniu 1920. W 1930 tramwaje zostały oddzielone od elektrowni, wówczas rozpoczęła się rozbudowa systemu. Do lat 40. XX w. zbudowano linię nr 3 oraz wydłużono linię nr 2. W 1950 nowym operatorem systemu została spółka Turun kaupungin teknilliset laitokset / Liikennelaitos. W 1965 zapadła decyzja o likwidacji sieci tramwajowej do 1972. W ostatnich latach istnienia systemu tramwajowego w mieście były 3 linie tramwajowe o długości 17 km. 11 marca 1967 zlikwidowano linię nr 1, która dotychczas kursowała na trasie: Linnankatu − Puistokatu − Eerikinkatu − Kauppiaskatu. 31 maja 1972 zlikwidowano linię nr 2 (Martinkatu − Stålarminkatu − Korppolaismäki). 24 kwietnia 1971 zlikwidowano linię 3A. Ostatnią linię tramwajową w Turku nr 3B zlikwidowano 1 października 1972.

### Planowana sieć
Około 2008 planowana była budowa sieci szybkiego tramwaju. Pierwszy etap zakładał budowę 2 linii tramwajowych o długości 17,7 km. W ramach drugiego etapu planowana była budowa trzech odgałęzień o łącznej długości 19,7 km. Pierwszy etap miał zostać zrealizowany do 2020, a drugi miał zostać zrealizowany po 2020. 
.
Aktualnie (2024) planowana jest budowa 12 km linii tramwajowej łączącej port z dzielnicą Varissuo. Po podjęciu decyzji o budowie, która według harmonogramu miałaby nastąpić w 2025, otwarcie linii powinno nastąpić na początku lat 30. Na linii zaplanowano budowę 20 przystanków oraz trasy technicznej do zajezdni o długości 1,1 km. Według założeń do obsługi linii potrzebnych będzie 13 tramwajów, które będą kursowały z częstotliwością co 7,5 minuty.

## Tabor

### Tramwaje konne
Sieć tramwajów konnych obsługiwało 5 wagonów pasażerskich o nr 1 do 5 wyprodukowanych przez firmę Atlas. Po likwidacji sieci wagony zostały sprzedane do Sztokholmu. 

### Wagony silnikowe

#### 1−13
Do obsługi otwartej w 1908 sieci tramwajowej zamówiono 13 wagonów silnikowych. Wagony zostały wyprodukowane przez firmy ASEA i AEG. 11 wagonów zostało dostarczonych w 1908, a dwa pozostałe dostarczono w 1909. Wagony były dwuosiowe o długości 7,7 m. W każdym wagonie było 18 miejsc siedzących. Wagony o nr: 1, 3, 4, 6−9, 11 i 12 w latach 1951−1953 przebudowano na doczepne i nadano im nowe nr od 131 do 138 i 140, pozostałe przebudowano na wagony techniczne.

#### 14−15
W 1921 dostarczono dwa wagony o nr 14 i 15 wyprodukowane przez NWF/AEG. Dostarczone tramwaje były dwuosiowe o długości 7,9 m z dwoma silnikami o mocy 30 kW, każdy. Z eksploatacji wycofano w 1952 wagon nr 15, a wagon nr 14 w 1954 przebudowano na doczepny i nadano jemu nowy nr 139. 

#### 16−23
W latach 1933−1934 dostarczono serię 8 (nr 16−23) tramwajów dwuosiowych, które zostały wyprodukowane przez ASEA/AEG. Nowe tramwaje miały 10 m długości i 3,6 m wysokości. Wagony miały po dwa silniki. Tramwaje o nr 16−19 o mocy 43 kW każdy, a wagony o nr 20−23 o mocy 48 kW, każdy. Większość wagonów wycofano z eksploatacji w latach 1966−1971. Wagony o nr 19, 21 i 23 w latach 50. XX w. zostały zmodernizowane. Zmodernizowane tramwaje i tramwaj o nr 22 zostały wycofane z eksploatacji w 1972. 

#### 24−33
W 1934 zostały dostarczone dwa wagony o nr 24 i 25. Cztery lata później w 1938 dostarczono wagony o nr 26−33. Wszystkie wagony zostały wyprodukowane przez SAT/AEG. Każdy wagon o długości 10 m miał dwa silniki AEG USL 263a o mocy 48 kW, każdy. W latach 50. XX w. zmodernizowano wagony o nr 24−27 i 29. Tramwaje zaczęto wycofywać z eksploatacji w drugiej połowie lat 60. XX w.:
- w 1967 wagony o nr 24, 32
- w 1968 wagony o nr 25, 33
- w 1971 wagony o nr 26, 27, 28
- w 1972 wagony o nr 29, 30, 31

#### 34−37
W 1944 dostarczono 4 wagony o nr od 34 do 37 wyprodukowane przez SAT/AEG. Wagony miały te same parametry co tramwaje o nr 24−33. W 1967 wycofano z eksploatacji wagon o nr 35. Pozostałe wagony przebudowano na robocze:
- w 1959 wagon nr 36
- w 1962 wagon nr 34
- w 1967 wagon nr 37[10]

#### 38−47
W 1951 dostarczono 10 wagonów o nr 38−47 wyprodukowanych przez Karia/STR. Wagony tak jak wszystkie dotychczasowe były dwuosiowe. Każdy tramwaj miał 9,7 m długości i 15 t wagi i 13 miejsc siedzących. W 1971 wycofano z eksploatacji wagon o nr 44, pozostałe wagony wycofano z eksploatacji w 1972. 

#### 48−55
W 1956 dostarczono pierwsze w historii tramwajów w Turku tramwaje czteroosiowe. Wszystkie 8 tramwajów typu RM 2 zostało wyprodukowanych przez trzy firmy: Valmet Oy Lentokonetehdas (Tampere), Oy Tampella Ab (Tampere) i Oy Strömberg Ab (Helsinki). Wagony miały 11,6 m długości, 2,1 m szerokości i 3,8 m wysokości. Każdy wagon był wyposażony w 4 silniki Strömberg GHAU 67 E o mocy 50 kW, każdy. Tramwaje ważyły 20 ton. Wszystkie wagony wycofano z eksploatacji w 1972. 

### Wagony doczepne
Od początku istnienia sieci tramwajowej w Turku eksploatowano 6 typów wagonów doczepnych, dwuosiowych:
- 100−105, wyprodukowane przez VAUNUT, dostarczone w 1919
- 101−105 wyprodukowane przez KAIPIO, dostarczone w 1947−1949
- 106−115, wyprodukowane przez TKR, dostarczone w 1936−1943
- 116−121, wyprodukowane przez SAT, dostarczone w 1943
- 122−130, wyprodukowane przez KARIA, dostarczone w 1946−1947
- 131−140, przebudowane przez TKL w latach 1951−1955 (przebudowane z wagonów nr 1−14)

Najnowszym wagonem doczepnym był wagon wyprodukowany przez TKL i RASTATT w 1958 wagon nr 141. Był to jedyny wagon doczepny czteroosiowy o długości 11,6 m. Z powodu zbyt dużej wagi nie podjęto się dalszej produkcji tego typu wagonów. Tramwaj wycofano z eksploatacji w 1968 po likwidacji linii nr 1. 

### Zachowane tramwaje
Do dziś zachowało się 7 wagonów silnikowych o nr 5, 17, 19, 24, 32, 40 i 42 oraz 6 wagonów doczepnych o nr: 108, 107, 112, 11X (z serii 106−115) i 127. Wagon nr 24 ustawiony jest jako lodziarnia na Kauppatori w centrum Turku.